# Aristó de Megalòpolis
Aristó de Megalòpolis (en grec Ἀρίστων) va ser un polític de la Lliga Aquea, natural de Megalòpolis, que l'any 170 aC va aconsellar a la Lliga de fer aliança amb els romans contra el rei Perseu de Macedònia i no es mantinguessin neutrals entre les dues parts en guerra.
A l'any següent va ser ambaixador de la Lliga per negociar una pau entre el rei selèucida Antíoc IV Epífanes (174 aC-164 aC) i Ptolemeu VI Filomètor (180 aC-164 aC) segons Polibi.